# Moño occipital

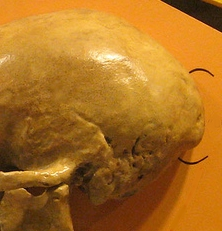
Moño occipital en un cráneo de Homo neanderthalensis.

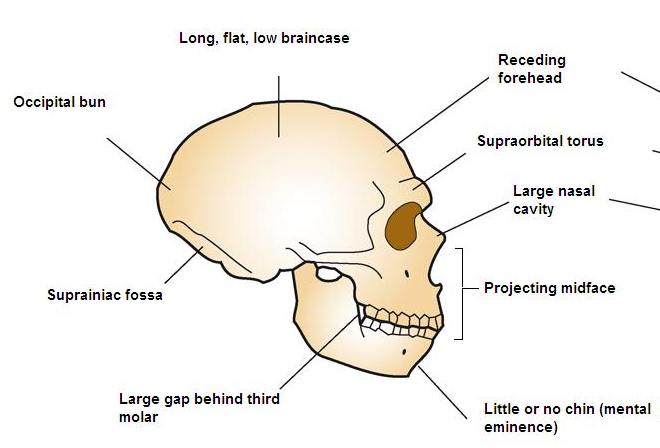
Perfil craneal de un Neandertal.

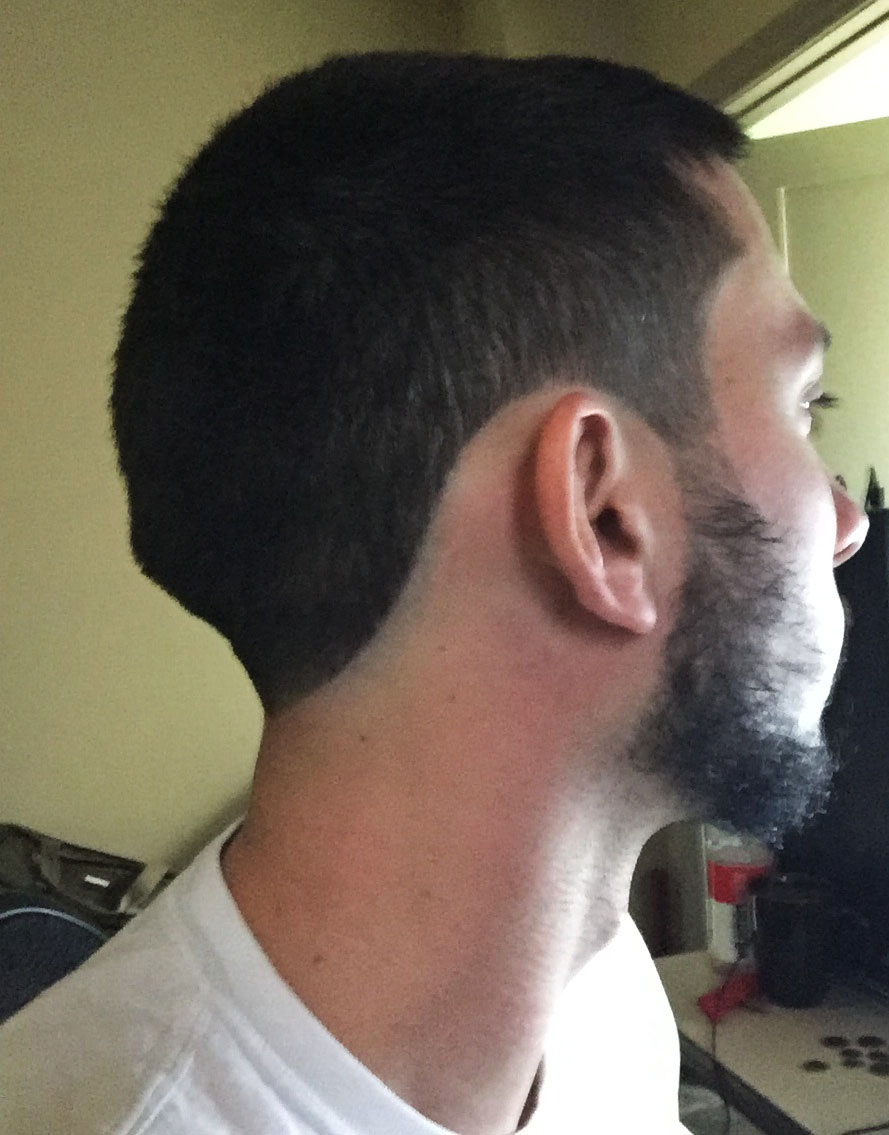
Moño occipital en un humano moderno.

El moño occipital o toro occipital es un término morfológico utilizado para describir un bulto prominente o proyección del hueso occipital en la parte posterior del cráneo. Dicho término se usa sobre todo en la descripción científica relativa al cráneo del Neandertal clásico. Aunque común en muchos de los antecesores de la humanidad, fundamentalmente en los parientes robustos más que en los gráciles, la protrusión es relativamente rara en el Homo sapiens moderno.

## Descripción
Algunos científicos sospechan que el moño occipital está relacionado con la biomecánica de la raza. Otra teoría lo atribuye al aumento del cerebelo, una zona del córtex que media en el razonamiento espacial, la función motora y muchos aspectos de los patrones de ondas cerebrales incluyendo las ondas gamma.
Hay muchas poblaciones humanas que a menudo presentan moños occipitales. Una gran proporción de los primeros europeos modernos lo tenían, pero en la actualidad es relativamente infrecuente incluso entre los propios europeos. De todas formas se encuentran muy a menudo entre los vascos, asturianos, lapones y finlandeses. Una región donde el moño occipital es muy común se encuentra en el sur de Lancashire, al norte de Inglaterra.
En los individuos con cabezas estrechas y cerebros relativamente grandes es mucho más probable que se presente el moño occipital.